# Omara Portuondo
Omara Portuondo (ur. 29 października 1930 w dzielnicy Cayo Hueso, w Hawanie) – kubańska wokalistka, córka pierwszego w dziejach Kuby baseballisty, występującego w zagranicznej lidze.
Karierę rozpoczęła z damskim wokalnym kwartetem D'Aida. Pierwsze płyty z jej udziałem pojawiły się w latach 50. XX w. Popularność zdobyła pod koniec lat 90. wraz z ukazaniem się filmu Buena Vista Social Club Wima Wendersa. W duecie z Compayem Segundo zaśpiewała jedną z najbardziej rozpoznawalnych piosenek z płyty o tym samym tytule – „Veinte años”. 
Jej nazwisko znajduje się na 21 płytach wydanych przez kubańskich artystów. Nagrała także albumy z Adalberto Alvarezem i Chucho Valdesem. Występuje na całym świecie, m.in. na Glastonbury Festival w Wielkiej Brytanii.